# خير أباد (بمبور الشرقي)
خیر أباد (بالفارسية: خیرآباد) هي منطقة سكنية تقع في إيران في قسم بمبور الشرقي الريفي. يقدر عدد سكانها بـ 1,845 نسمة .